# Казоле-д'Ельса
Казоле-д'Ельса (італ. Casole d'Elsa) — муніципалітет в Італії, у регіоні Тоскана,  провінція Сієна.
Казоле-д'Ельса розташоване на відстані близько 200 км на північний захід від Рима, 55 км на південь від Флоренції, 24 км на захід від Сієни.
Населення — 3941 особа (2014).

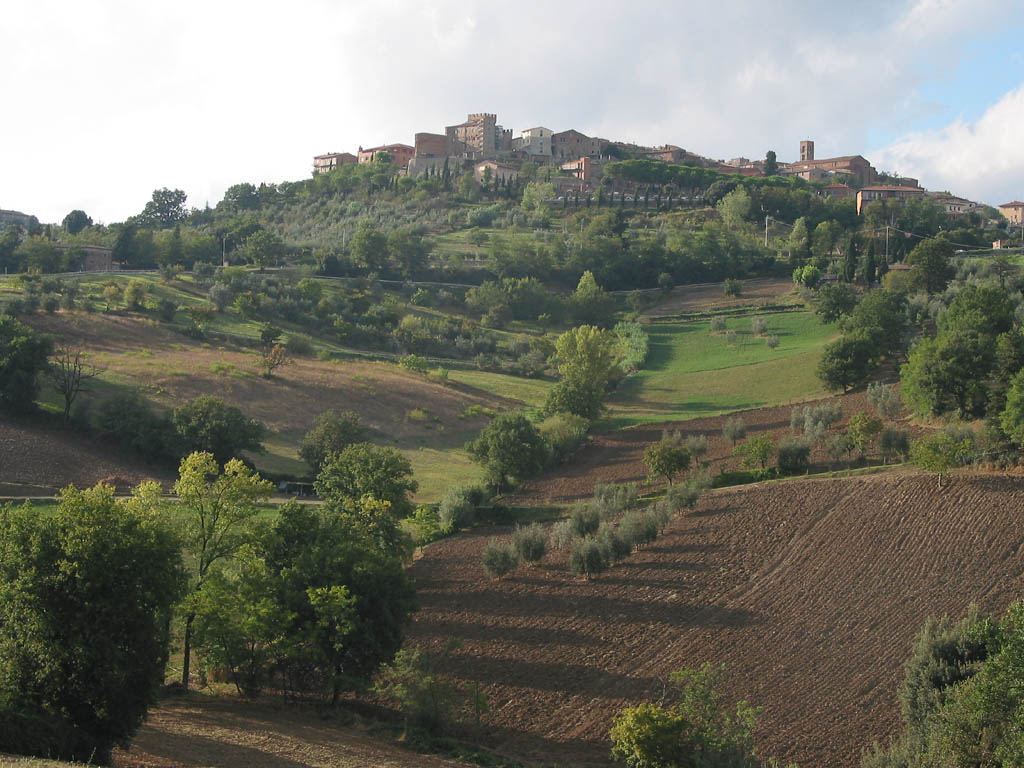

Щорічний фестиваль відбувається 7 серпня. Покровитель — San Donato.

## Демографія
Населення за роками:

Станом на 1 січня 2023 року в муніципалітеті офіційно проживало 298 іноземців з 45 країн, серед них 123 громадяни країн Євросоюзу та 11 громадян України.

## Сусідні муніципалітети
- Кастельнуово-ді-Валь-ді-Чечина
- Кьюздіно
- Колле-ді-Валь-д'Ельса
- Монтериджоні
- Помаранче
- Радікондолі
- Совічилле
- Вольтерра

## Персоналії
- Маддалена Казулана — пізньоренесансова композиторка, перша жінка-композитор в історії західної музики, твори якої було опубліковано